# Флаг Черноголовки
Флаг Черноголо́вки — официальный символ городского округа Черноголовка Московской области Российской Федерации.
Флаг утверждён 11 сентября 2001 года и внесён в Государственный геральдический регистр Российской Федерации под номером 907.

## Описание
«Флаг муниципального образования „Город Черноголовка“ представляет собой прямоугольное двустороннее полотнище с отношением ширины к длине 2:3, разделённое на две части: меньшую — красную, расположенную у древка и занимающую 1/6 длины полотнища, и большую — голубую, несущую изображение красного дерева со стволом, расходящимся натрое, и зелёной кроной над зелёной полосой по нижнему краю полотнища в 1/6 ширины, отделённой от голубой узкой жёлтой полосой в 1/40 общей ширины».

## Обоснование символики
Символика флага: тройниковая сосна, расположенная в Черноголовке на обочине исторического Стромынского тракта, является местной природной достопримечательностью и указывает на обилие лесов в окрестностях Черноголовки. Вместе с тем, дерево вносит во флаг дополнительный оттенок, являясь древнейшим символом цивилизации («Древо познания», «Древо жизни» и т. д.), образом развития, отражающим целостный взгляд на мир.
Голубой цвет — символ красоты, чести, славы, преданности, истины, добродетели и чистого неба.
Красный цвет — символ жизнеутверждающей силы, энергии и красоты.
Зелёный цвет — символ весны, радости, надежды, жизни, природы и здоровья.
Жёлтый цвет (золото) символизирует прочность, величие, интеллект, великодушие, богатство.

## Сосна
Трёхголовая сосна, изображённая на флаге, являлась природной достопримечательностью Черноголовки. Она была повалена во время мощной грозы в ночь на 14 июля 2016 года.